# Les Adieux (Boccioni)
 (avril 2012).
Si vous disposez d'ouvrages ou d'articles de référence ou si vous connaissez des sites web de qualité traitant du thème abordé ici, merci de compléter l'article en donnant les références utiles à sa vérifiabilité et en les liant à la section « Notes et références ».
Pour les articles homonymes, voir Les Adieux.
Les Adieux est un tableau du peintre italien Umberto Boccioni réalisé en 1911. Cette huile sur toile futuriste représente les adieux échangés avant le départ d'un train encore en gare. Partie de la série Stati d'animo, elle est conservée au Museum of Modern Art, à New York.